# Best Days (Anastacia)
Best Days è un singolo della cantante statunitense Anastacia, il primo estratto dall'ottavo album in studio Our Songs e pubblicato il 28 aprile 2023.

## Descrizione
Best Days è una cover liberamente tradotta del brano Tage Wie Diese del gruppo punk rock tedesco Die Toten Hosen. La canzone celebra il momento presente e incoraggia l’ascoltatore a custodire i bei momenti.

## Video musicale
Il video musicale, pubblicato il 28 aprile, è stato diretto da Marcel Brell. Il video è stato girato a Lisbona, in Portogallo, nel marzo 2023. Il video musicale inizia con Anastacia che canta mentre è seduta in un caffè. Ben presto inizia a camminare per le strade di Lisbona e in seguito la gente si unisce a lei per ballare e cantare sul tetto di un edificio.

## Classifiche
| Classifica (2023)      | Posizione massima |
| ---------------------- | ----------------- |
| Regno Unito (download) | 70                |